# Bartolomeo Pacca

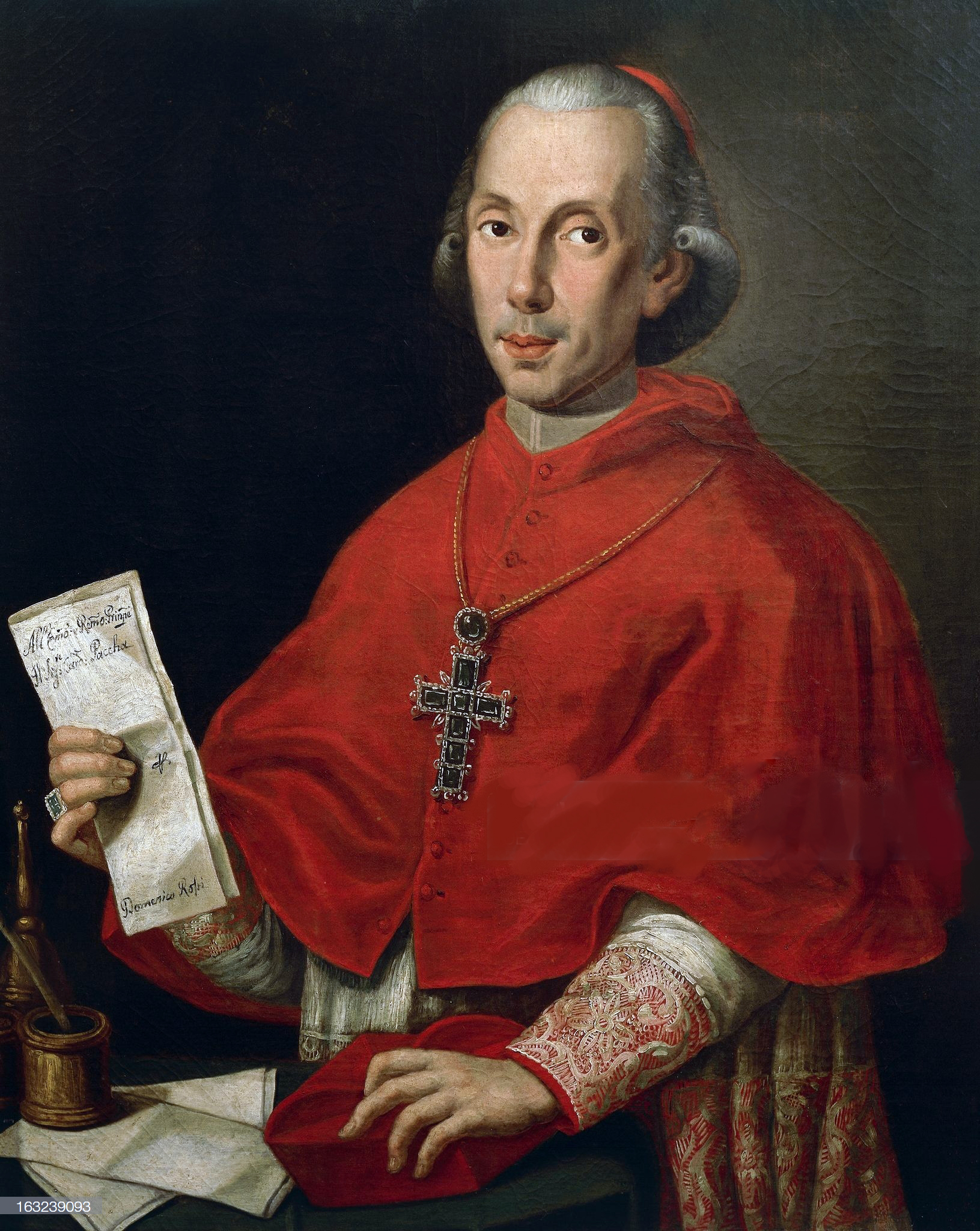

wapenschild als camerlengo

Bartolomeo Pacca (Benevento 25 december 1756 - Rome 19 april 1844) was een Italiaans kardinaal en camerlengo. Hij maakte van nabij de overgang mee van de Pauselijke Staat onder het napoleontisch bestuur in Rome: van afschaffing van deze staat, tot haar heroprichting na de val van Napoleon en het Congres van Wenen (1815).

## Koninkrijk Napels
Pacca werd geboren in het toenmalige koninkrijk Napels, in Benevento. Zijn oom was er nog aartsbisschop geweest. Na het volgen van middelbaar onderwijs bij de jezuïeten in Napels en priesterstudies in Rome, werd hij in 1785 tot priester gewijd. Zijn kerkelijke carrière verliep onmiddellijk in de Romeinse Curie.

## Apostolisch diplomaat
Met de formele titel van aartsbisschop van Tamiathis ofwel Damiata/Damietta bekleed trok hij naar twee diplomatieke posten van de Heilige Stoel. Zo was hij eerst apostolisch nuntius in Keulen (1786-1794), wat hij verliet bij de Franse invasie in het Rijnland, en vervolgens nuntius in Lissabon (1794-1802). In 1801 creëerde de pas benoemde paus Pius VII hem tot kardinaal. Pacca zou nog jaren aan de zijde van Pius VII blijven.

## Napoleon

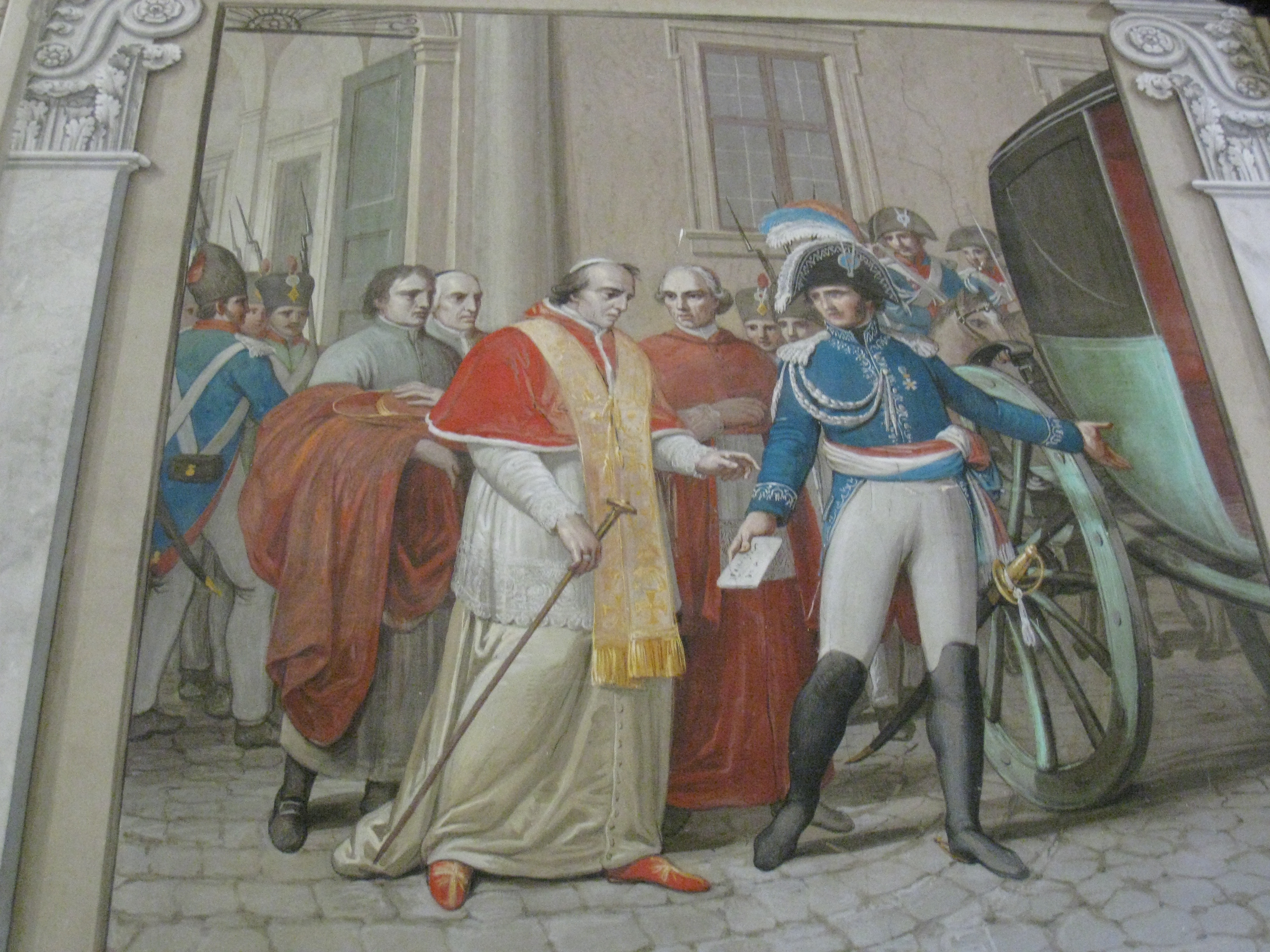
De Franse generaal Radet arresteerde paus Pius VII alsook kardinaal Pacca (1809)

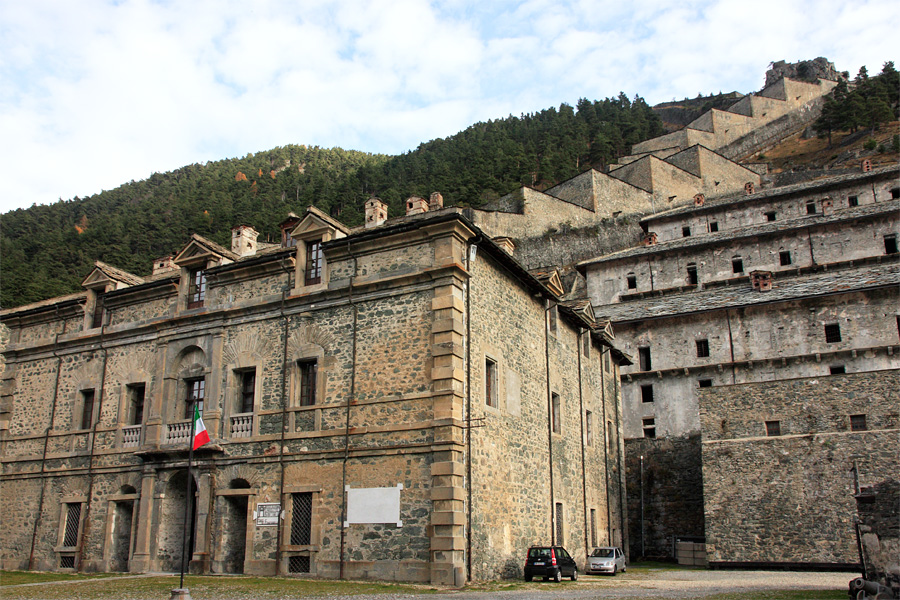
Pacca was in het fort van Fenestrelle opgesloten (1809-1813)

Met de bezetting door napoleontische troepen kwam er een einde aan de eeuwenlange onafhankelijkheid van de Pauselijke Staat. In 1808 benoemde paus Pius VII Pacca tot proto-staatssecretaris doch in realiteit was hij de staatssecretaris van de Heilige Stoel (1808-1814). Napoleon had immers de briljante staatssecretaris Consalvi opzij gezet (1806) en nadien verbannen naar Frankrijk (1810-1814). In 1809 bestormde de Franse gendarmerie op een nacht het pauselijk paleis op de Quirinaal. Pius VII had zich verschanst in de vertrekken van kardinaal Pacca; generaal Radet drong evenwel binnen. Pacca beschreef later met afschuw hoe de Fransen de deuren van het paleis hadden doorgehakt met bijlen. Pius VII en Pacca werden weggevoerd, zoals ook andere kardinalen, bijvoorbeeld Dameto. Pacca werd ervan beschuldigd een anti-Frans sentiment in het bezette Rome te stimuleren. Indien er rellen zouden komen door de arrestatie van generaal Radet, meende Napoleon dat het hoofd van kardinaal Pacca als eerste moest rollen.
De Fransen sloten Pacca op in het fort van Fenestrelle (1809-1813). Ondertussen zat Pius VII gevangen in Savone (1809-1813) en in Fontainebleau (1813-1814). Van Napoleon mocht Pacca een bezoek brengen aan Fontainebleau (1813), waarbij Pacca de paus aanspoorde tot toegevingen aan Napoleon: het zogenaamde concordaat van Fontainebleau.
Bij de val van Napoleon (1814-1815) wilde Pacca werk maken van het herstel van de Pauselijke Staat. Pacca moest evenwel de duimen leggen tegenover de teruggekeerde energieke diplomaat kardinaal Consalvi. Deze laatste voerde namens de paus het woord op het Congres van Wenen (1814-1815). Pacca hield zich verder enkel bezig met de Curie.

## Curiekardinaal
Pacca was camerlengo van de katholieke kerk (1814-1824) en van het college van kardinalen (1837-1838). Hij was prefect van de Congregatie van het Consistorie (1818-1830). Hij was kardinaal-bisschop van Ostia in Rome (1830-1844), bisschop van Frascati (1818-1821) en Porto-Santa Rufina (1821-1830) en deken van het College van Kardinalen (1830-1844). Hij is ook kardinaal-priester geweest in de titelkerken van San Silvestro in Capite en van San Lorenzo in Lucina, alsook aartspriester in de aartsbasiliek van Sint-Jan van Lateranen. Van 1824 tot zijn dood was hij pro-datarius of vicevoorzitter van de Apostolische Datarie.
Pacca was tegen de opstand van de Carbonari in het nieuw opgerichte koninkrijk der Beide Siciliën maar was tegelijkertijd ook tegen koning Ferdinand I der Beide Siciliën. Hij betreurde de brute annexatie van zijn geboortestreek Benevento door Ferdinand I. Het pauselijk gezag in Zuid-Italië was er onbestaande geworden.
Hij behaalde vele stemmen in de pausverkiezingen van 1829 en 1831 doch werd nooit tot paus verkozen. Zijn periode als camerlengo wordt herinnerd als een tijd van weinig financiële controle door Pacca; de pauselijke schatkist liep erg veel schade op.
Hij stierf na een lange carrière van meer dan 40 jaren kardinaalschap in 1844.
- Bibliothèque nationale de France: cb13743749m (data)
- CiNii: DA1521283X
- Gemeinsame Normdatei: 116014202
- International Standard Name Identifier: 0000 0001 0880 1978
- Library of Congress Control Number: no00036799
- Nationale Bibliotheek van Polen: a0000003234839
- Nederlandse Thesaurus van Auteursnamen: 07148597X
- Istituto Centrale per il Catalogo Unico: IEIV000677
- SNAC: w60z9t52
- Système universitaire de documentation: 067000762
- Virtual International Authority File: 24780787
- WorldCat: E39PBJdrHDvxWGF3wpwPqjmjmd